# Leandro Valle, Hidalgo
Leandro Valle är en ort i Mexiko.   Den ligger i kommunen San Salvador och delstaten Hidalgo, i den sydöstra delen av landet, 90 km norr om huvudstaden Mexico City. Leandro Valle ligger 2 003 meter över havet och antalet invånare är 479.
Terrängen runt Leandro Valle är kuperad söderut, men norrut är den platt. Runt Leandro Valle är det ganska glesbefolkat, med 34 invånare per kvadratkilometer. Närmaste större samhälle är San Salvador, 5,9 km norr om Leandro Valle. Omgivningarna runt Leandro Valle är i huvudsak ett öppet busklandskap.